# 圣若翰滨河路

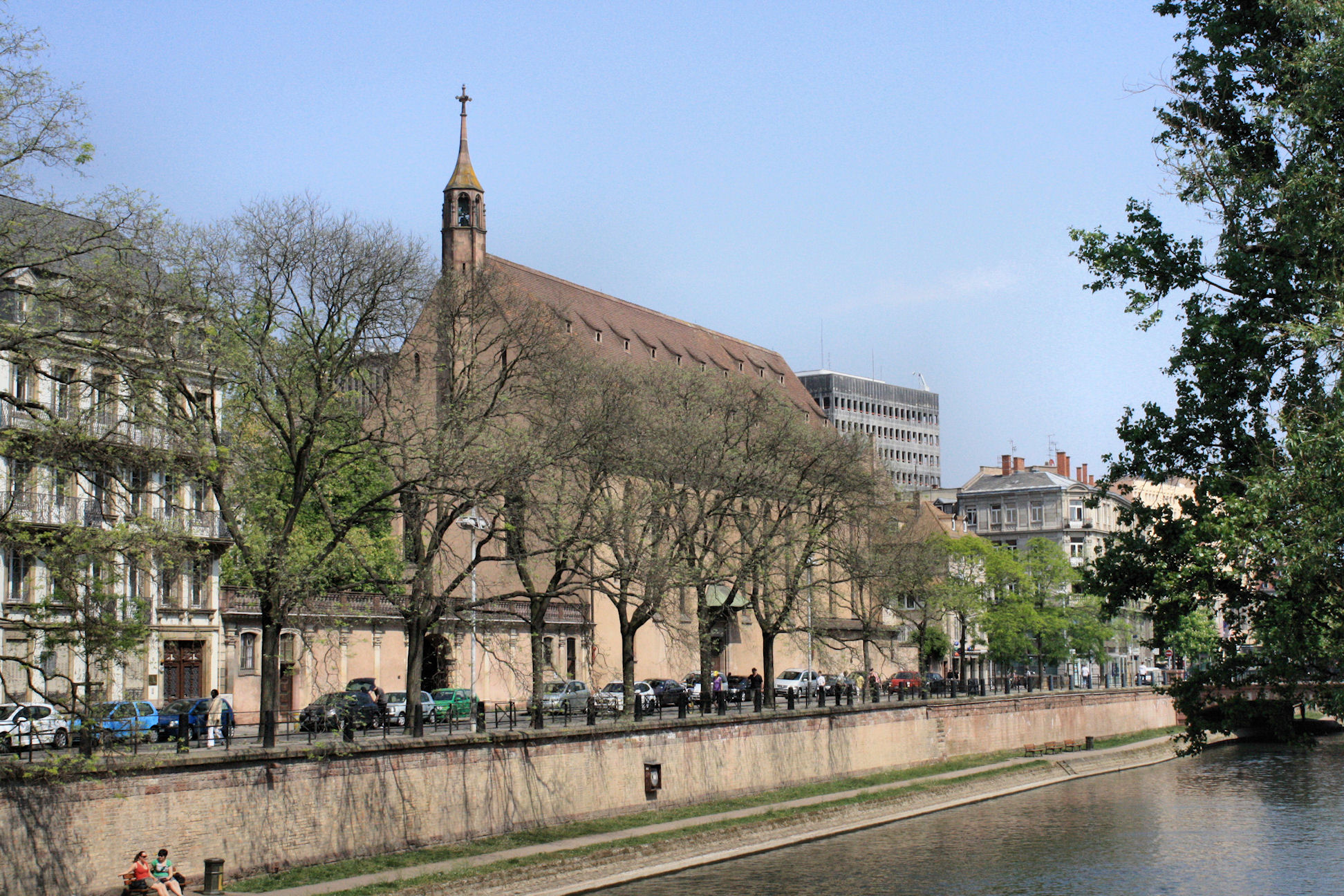

圣若翰滨河路（Quai Saint-Jean）是法国大东部大区下莱茵省斯特拉斯堡的一条街道，位于车站区（Quartier de la Gare），长250米，走向沿河弯曲。

## 位置和访问
圣若翰滨河路位于大岛的外侧，沿着护城河（Fossé du Faux Rempart）的北侧延伸，介于国家郊区街（rue du Faubourg National）与萨维尔讷郊区街（rue du Faubourg de Saverne）之间。西南接查理•阿尔托弗滨河路（Quai Charles Altorffer），东接克莱伯滨河路（Quai Kléber）。
圣若翰滨河路通过三座桥与斯特拉斯堡大岛内侧的德赛滨河路（quai Desaix）相通。萨韦尔讷桥（pont de Saverne）位于萨韦尔讷郊区街（rue du Faubourg de Saverne）的延伸段，俯瞰老葡萄酒集市小街（Petite rue du Vieux Marché au Vin ）和老葡萄酒集市广场（Place du Vieux-Marché au Vin），在那里有斯多伯喷泉（fontaine Stoeber）。在库斯桥（pont Kuss）位于老圣彼得堂（Église Saint-Pierre-le-Vieux）前面高度，桥北则连接三条街道：赛马场街（rue de la Course）、库斯街（rue du Maire Kuss）和卡格内克街（rue Kageneck）。国家桥（pont National）位于国家郊区街（du Faubourg National）的延伸部分，俯瞰圣彼得堂后面的大街（Grand'Rue）。
4路和 4a路停靠库斯桥站。

## 历史
国家桥和库斯桥之间的滨河路可能开通于19世纪末 。
克莱伯中学（lycée Kléber）在1919年和1930年期间，曾分设于圣若翰洗者堂附近的三个地点。

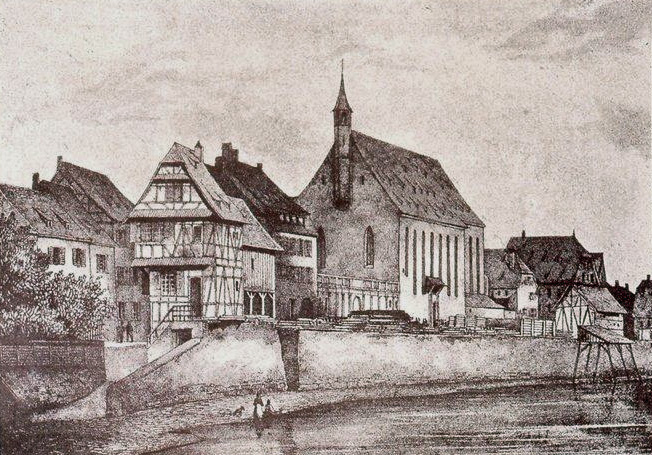
1840
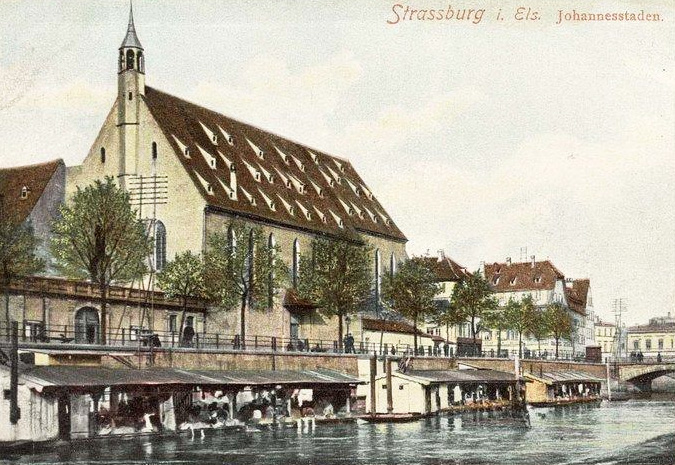
1900
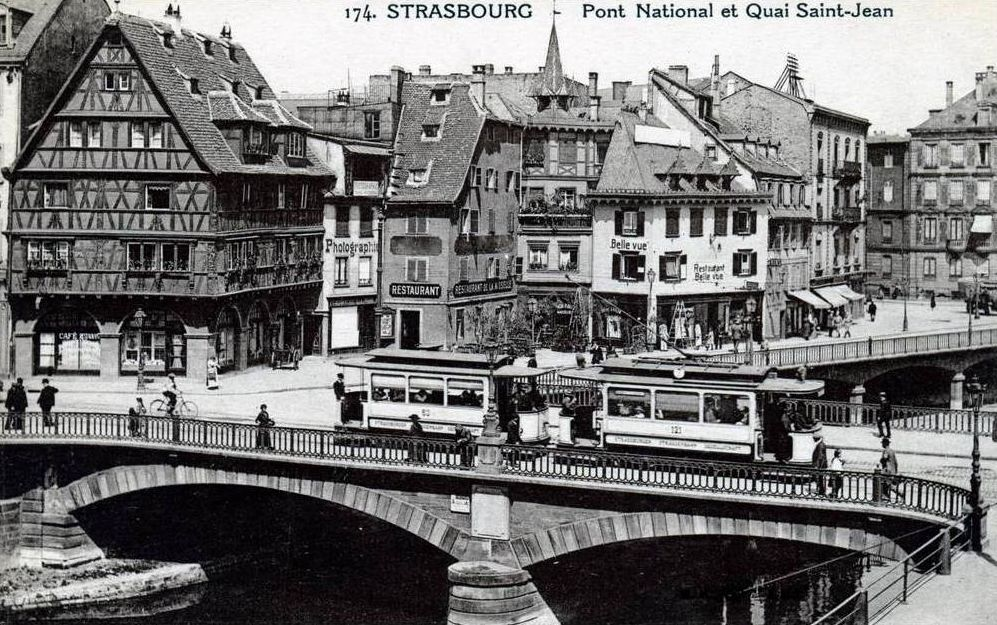
1908-1910
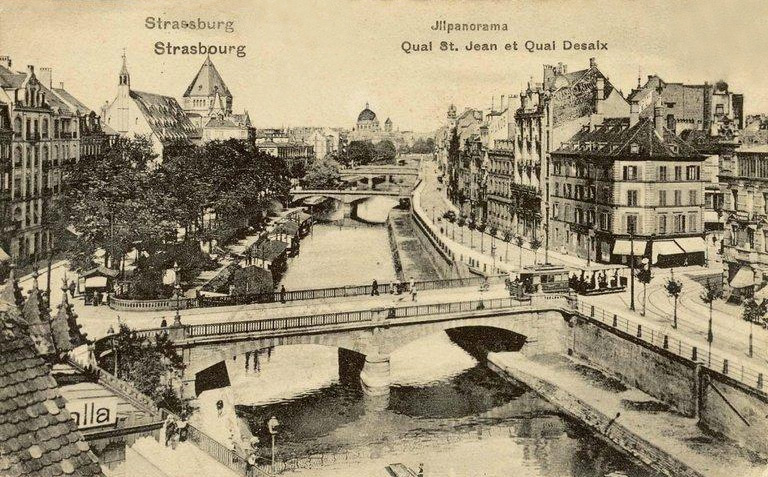
1919
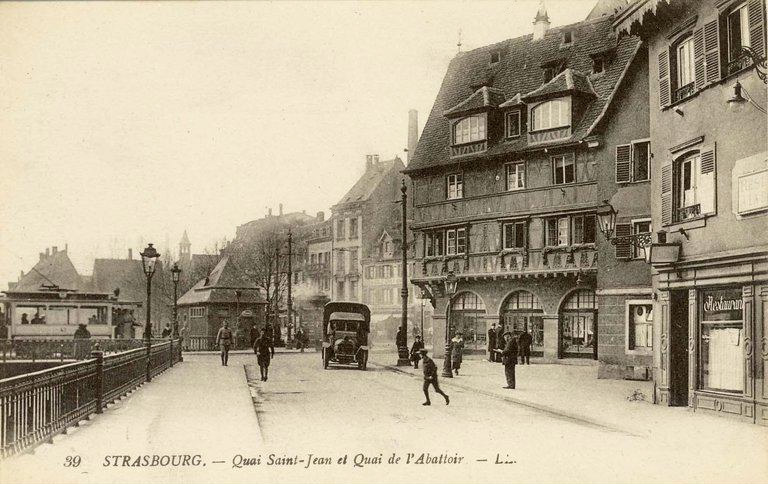
1920

## 著名建筑
- 圣若翰洗者堂（法語：Église Saint-Jean-Baptiste de Strasbourg）
- 12号：国际组织 Frontière humaine 总部